# Michael von Albrecht
Michael von Albrecht (* 22. August 1933 in Stuttgart) ist ein deutscher Klassischer Philologe (Latinist).

## Leben
Der Sohn des Komponisten Georg von Albrecht besuchte zunächst die Musikhochschule Stuttgart, die er 1955 mit dem Staatsexamen abschloss. Danach studierte er in Tübingen und Paris Klassische Philologie und Indologie und wurde 1959 in Tübingen zum Dr. phil. promoviert. Die Habilitation folgte ebendort 1964. Noch im selben Jahr wurde von Albrecht Ordinarius für Klassische Philologie an der Universität Heidelberg, wo er bis zu seiner Emeritierung 1998 als Professor verblieb. 1977/1978 wurde er zudem Visiting Professor der Universiteit van Amsterdam und 1981 Visiting Member am Institute for Advanced Study in Princeton.
Michael von Albrechts Forschungsschwerpunkt liegt auf der antiken Musik, der römischen Literatur und ihrer Rezeptionsgeschichte sowie der vergleichenden Literaturwissenschaft. Seine zweibändige Geschichte der römischen Literatur, die bereits in acht Sprachen übersetzt wurde, gilt ebenso als Standardwerk wie die Meister römischer Prosa, Musterbeispiele stilistischer und rhetorischer Analyse. Außerdem machte er sich durch Übersetzungen aus dem Lateinischen, insbesondere von Vergil und Ovid, einen Namen.
Darüber hinaus ist von Albrecht seit 1979 Herausgeber der Fachbuchreihe Studien zur klassischen Philologie und seit 1984 der Quellen und Studien zur Musikgeschichte, in denen auch die Georg von Albrecht-Gesamtausgabe, unter Mitherausgeberschaft von Christiane von Albrecht und Werner Schubert, erschienen ist.
Neben seiner akademischen Forschung und Lehre, die auch die Fachdidaktik der alten Sprachen miteinschloss, engagierte sich von Albrecht über Jahrzehnte hinweg und über seine Emeritierung hinaus intensiv für die Propagierung der humanistischen Idee durch zahlreiche Vorträge, die er im Rahmen von Veranstaltungen zur Weiterbildung von Lehrern der alten Sprachen und zur Abiturvorbereitung von Gymnasiasten hielt und weiterhin hält. Auch viele seiner wissenschaftlichen Publikationen wenden sich über den engen Bereich der Fachkollegen hinaus an Studierende, Gymnasiallehrer und Oberstufenschüler als Publikum. Zum Erfolg bei diesen Zielgruppen tragen das Bemühen um Klarheit der Sprache, der Verzicht auf überbordenden Einsatz von Terminologie sowie die Bereitschaft wesentlich bei, das zum Verständnis Notwendige nicht einfach als bekannt vorauszusetzen, sondern das Lesepublikum, soweit nötig, entsprechend zu instruieren.
Als neulateinischer Dichter im Sinne der Latinitas viva zeigt von Albrecht sich in einer Sammlung seiner Carmina Latina und einer Satire im Stil des Horaz, die mit dem italienischen Literaturpreis Modernità in metrica ausgezeichnet wurde.

## Auszeichnungen
Seit 1996 ist er ordentliches Mitglied der Academia Europaea. 1998 erhielt er die Ehrendoktorwürde der Aristoteles-Universität Thessaloniki. Für seine Übersetzungen wurde von Albrecht 2004 mit dem Johann-Heinrich-Voß-Preis für Übersetzung ausgezeichnet. 2014 erhielt er die Dragomanov-Medaille der Nationalen Pädagogischen Dragomanov-Universität Kiew, im November 2015 die Ehrendoktorwürde der Russischen Akademie der Wissenschaften (Moskau). 2018 wurde ihm vom Deutschen Altphilologenverband die Pegasus-Nadel für seine Verdienste um die Vermittlung und Bewahrung der lateinischen Sprache und Literatur verliehen.

## Schriften
- Die Parenthese in Ovids Metamorphosen und ihre dichterische Funktion. Selbstverlag, Tübingen 1959 (Dissertation).
- Silius Italicus. Freiheit und Gebundenheit römischer Epik. Schippers, Amsterdam 1964 (zugleich Habilitationsschrift, Universität Tübingen 1964).
- als Herausgeber mit Ernst Zinn: Ovid (= Wege der Forschung. Band 92). Wissenschaftliche Buchgesellschaft, Darmstadt 1968.
- Meister römischer Prosa. Von Cato bis Apuleius. Interpretationen. Lothar Stiehm, Heidelberg 1971, 4. durchgesehene und aktualisierte Auflage. wbg academics, Darmstadt 2012, ISBN 978-3-534-25529-0.
- Goethe und das Volkslied (= Libelli. 163). Wissenschaftliche Buchgesellschaft, Darmstadt 1972, ISBN 3-534-05478-4.
- Der Teppich als literarisches Motiv. In: Deutsche Beiträge zur geistigen Überlieferung. Heft 7, 1972, ISSN 1616-2471, S. 11–89.
- M. Tullius Cicero, Sprache und Stil. In: Paulys Realencyclopädie der classischen Altertumswissenschaft (RE). Supplementband XIII, Stuttgart 1973, Sp. 1238–1347.
- Römische Poesie. Texte und Interpretationen. Lothar Stiehm, Heidelberg 1977, 3. durchgesehene und bibliographisch aktualisierte Auflage. Wissenschaftliche Buchgesellschaft, Darmstadt 2014, ISBN 978-3-534-26372-1.
- Ovid, Die Liebeskunst. Übertragung, Nachwort, Zeittafel, Anmerkungen und bibliographische Hinweise. Goldmann, München 1979, ISBN 3-442-07576-9.
- Ovid, Metamorphosen. In deutsche Prosa übertragen. Goldmann, München 1981, ISBN 3-442-07513-0.
- als Herausgeber: Die römische Literatur in Text und Darstellung. 5 Bände. Reclam, Stuttgart 1985–1991
  - als Verfasser und Herausgeber: Band 3: Augusteische Zeit (= Universal-Bibliothek. Nr. 8068). 1987, ISBN 3-15-008068-1.
- Rom. Spiegel Europas. Texte und Themen (= Sammlung Weltliteratur. Serie 2: Forschung, Deutung, Darstellung. 3). Schneider, Heidelberg 1988, ISBN 3-7953-0514-4 (2., berichtigte und erweiterte Auflage. Stauffenburg-Verlag, Tübingen 1998, ISBN 3-86057-180-X).
- Scripta Latina (= Studien zur klassischen Philologie. Band 41). Lang, Frankfurt am Main u. a. 1989, ISBN 3-8204-9938-5.
- Geschichte der römischen Literatur. Von Andronicus bis Boethius. Mit Berücksichtigung ihrer Bedeutung für die Neuzeit. 2 Bände. Francke u. a., Bern u. a. 1992, ISBN 3-317-01795-3 (Band 1), ISBN 3-317-01796-1 (Band 2), (Besprechung von Hans-Albrecht Koch bzw. zur 3. verbesserten und erweiterten Auflage de Gruyter, Berlin/Boston 2012 von Peter Habermehl;[6] Übersetzung in zahlreiche Sprachen: englisch 1997, italienisch 1995–1996, spanisch 1997–1999, griechisch 1997–2002, russisch 2002–2005, ungarisch 2003–2004).
- Catull, Sämtliche Gedichte. Lateinisch/deutsch. Übersetzt und herausgegeben. Reclam, Stuttgart 1995, ISBN 3-15-009395-3 (mehrere Neuauflagen).
- Ovid, Amores/Liebesgedichte. Lateinisch/deutsch. Übersetzt und herausgegeben. Reclam, Stuttgart 1997, ISBN 3-15-001361-5 (mehrere Neuauflagen).
- Roman Epic. An Interpretative Introduction. Brill, Leiden u. a. 1999, ISBN 90-04-11292-8.
- Das Buch der Verwandlungen. Ovid-Interpretationen. Artemis und Winkler, Düsseldorf u. a. 2000, ISBN 3-538-07090-3.
- als Herausgeber und Übersetzer: Vergil: Hirtengedichte (= Universal-Bibliothek. Nr. 18133). Lateinisch – deutsch. Studienausgabe. Reclam, Stuttgart 2001, ISBN 3-15-018133-X.
- Ovid. Eine Einführung. Reclam, Stuttgart 2003, ISBN 3-15-017641-7.
- Literatur als Brücke. Studien zur Rezeptionsgeschichte und Komparatistik (= Spudasmata. Band 90). Olms, Hildesheim u. a. 2003, ISBN 3-487-11893-9.
- Wort und Wandlung. Senecas Lebenskunst (= Mnemosyne Supplementum. Band 252). Brill, Leiden u. a. 2004, ISBN 90-04-13988-5.
- Lukrez in der europäischen Kultur (= Förderkreis Lebendige Antike. Schriftenreihe. Band 8). F. Hennecke, Ludwigshafen am Rhein 2005, ISBN 3-9807034-8-7.
- als Herausgeber mit Walter Kißel und Werner Schubert: Bibliographie zum Fortwirken der Antike in den deutschsprachigen Literaturen des 19. und 20. Jahrhunderts (= Studien zur klassischen Philologie. Band 149). Lang, Frankfurt am Main u. a. 2005, ISBN 3-631-50802-6.
- Vergil. Eine Einführung – Bucolica – Georgica – Aeneis. Winter, Heidelberg 2006, ISBN 3-8253-5265-X.
- Große römische Autoren. Texte und Themen (Heidelberger Studienhefte zur Altertumswissenschaft). 3 Bände, Universitätsverlag Winter, Heidelberg 2013, ISBN 978-3-8253-6076-4 (Band 1), ISBN 978-3-8253-6077-1 (Band 2), ISBN 978-3-8253-6078-8 (Band 3).
- Cicero, De re publica/Vom Staat. Lateinisch/Deutsch. Übersetzt und herausgegeben. Reclam, Stuttgart 2013, ISBN 978-3-15-010918-2.
- Cicero, In L. Catilinam orationes/Vier Reden gegen Catilina. Lateinisch/Deutsch. Übersetzt und herausgegeben. Reclam, Stuttgart 2016, ISBN 978-3-15-019369-3.
- Seneca. Eine Einführung. Reclam, Ditzingen 2018, ISBN 978-3-15-017691-7.
- Carmina latina. Cum praefatione Valahfridi Stroh (= Studien zur klassischen Philologie. Band 179). Peter Lang, Frankfurt am Main 2019, ISBN 978-3-631-78992-6.
- Antike und Neuzeit. Texte und Themen (Heidelberger Studienhefte zur Altertumswissenschaft). 3 Bände, Universitätsverlag Winter, Heidelberg 2019, ISBN 978-3-8253-6930-9 (Band 1), ISBN 978-3-8253-6931-6 (Band 2), ISBN 978-3-8253-6932-3 (Band 3).
- Sermones. Satiren zur Gegenwart. Lateinisch und Deutsch. Herausgegeben von Hans-Joachim Glücklich (= Ars Didactica – Alte Sprachen lehren und lernen. Band 8). Propylaeum, Heidelberg 2021, ISBN 978-3-96929-026-2, doi:10.11588/propylaeum.811 (Open Access).
- Litterarum Latinarum lumina. Colloquiis et epistulis evocata = Leuchten lateinischer Literatur in Gesprächen und Briefen. Mit einer Einführung von Michael Lobe. Klett, Stuttgart 2022 (ohne ISBN; beim Verlag kostenfrei anzufordern [Stand: 9. April 2024]).